# イギリス海軍航空母艦一覧
イギリス海軍の航空母艦一覧
イギリスは、現在までに数多くの航空母艦を運用してきた世界でも有数の国である。第一次世界大戦が終結する直前ではあったが、世界に先駆けて全通甲板を持つアーガスを就役させ、第二次世界大戦が勃発する前には、将来の航空機の脅威に対抗すべく飛行甲板に重装甲を施したイラストリアス級航空母艦の建造を開始した。後に国力が衰退したため、1978年にアーク・ロイヤルが退役し正規空母の運用に幕を下ろしたものの、その後すぐにインヴィンシブル級航空母艦の整備を進め、フォークランド紛争では搭載機とともに活躍した。イギリスは現在、イギリス海軍史上最大の航空母艦となるクイーン・エリザベス級を建造中で、2017年にネームシップのクイーン・エリザベスが就役した。
ジェット機を運用可能な空母は太線で表記する。

## 現役
- クイーン・エリザベス級
  - クイーン・エリザベス (2017-)
  - プリンス・オブ・ウェールズ (2019-)

## 退役
- アーガス (1918-1944)
- フューリアス[3] (1917-1948)
- グローリアス級[4]
  - カレイジャス (1928-1939戦没)
  - グローリアス (1930-1940戦没)
- ヴィンディクティヴ (1918-1946)　1924年、巡洋艦へ(再)改装される。
- ハーミーズ(初代) (1924-1942戦没)
- イーグル(初代) (1920-1942戦没)
- アーク・ロイヤル(初代) (1938-1941戦没)
- ユニコーン (1943-1953)
- イラストリアス級
  - イラストリアス(初代) (1940-1954)
  - フォーミダブル (1940-1947)
  - ヴィクトリアス (1941-1968)
- インドミタブル (1941-1955)
- インプラカブル級
  - インプラカブル (1944-1954)
  - インディファティガブル (1944-1954)
- コロッサス級
  - コロッサス (1944-1974)　1946年、フランスへ貸与されアローマンシュとなる。
  - グローリー (1945-1961)
  - オーシャン (1945-1960)
  - シーシュース (1946-1958)
  - トライアンフ (1946-1975)　1958年、重工作艦へ改装。
  - ヴェネラブル (1945-1997)　1948年、オランダへ売却されカレル・ドールマン(2代目)となる。1968年、アルゼンチンへ売却されベインティシンコ・デ・マヨとなる。
  - ヴェンジャンス (1945-2001)　1952年、オーストラリアへ貸与。1956年、ブラジルへ売却されミナス・ジェライスとなる。
  - ウォーリア (1946-1970)　竣工後すぐにカナダへ貸与。1958年、アルゼンチンへ売却されインデペンデンシアとなる。
  - パーシュース (1945-1957)　航空機整備艦として竣工。
  - パイオニア (1945-1954)　航空機整備艦として竣工。
- マジェスティック級
  - マジェスティック (1955-1982)　建造中にオーストラリアへ売却され、メルボルンとして竣工。
  - ハーキュリーズ (1961-1997)　1945年に進水するが工事未了のまま1957年まで放置される。1961年、インドへ引き渡されヴィクラントとなる。
  - レヴァイアサン (未成)
  - マグニフィセント (1948-1956)　竣工後すぐにカナダへ貸与。
  - パワフル (1957-1970)　建造中にカナダへ売却され、ボナヴェンチャーとして竣工。
  - テリブル (1948-1973)　建造中にオーストラリアへ売却され、シドニーとして竣工。
- セントー級
  - セントー (1953-1965)
  - アルビオン (1954-1973)
  - ブルワーク (1954-1981)
  - ハーミーズ(2代目) (1959-2017)　計画時の艦名はエレファント。1989年、インドへ売却されヴィラートとなる。
- オーディシャス級
  - イーグル(2代目) (1951-1972)
  - アーク・ロイヤル(2代目) (1955-1978)
- インヴィンシブル級
  - インヴィンシブル (1980-2005)
  - アーク・ロイヤル(3代目) (1985-2011)
  - イラストリアス(2代目)[5] (1982-2014)[6] 入札受付中。
- オーシャン (1998-)　ブラジルにヘリ空母アトランティコとして売却。

## 未成艦
- ジブラルタル級航空母艦
- CVA-01級航空母艦